# Michael Maltzan
Michael Maltzan est un architecte américain. Il dirige le cabinet Michael Maltzan Architecture (MMA) à Los Angeles. 

## Histoire
Il obtient une maîtrise en architecture de l'Université Harvard, ainsi qu'un baccalauréat en architecture et un baccalauréat en beaux-arts de l'École de design de Rhode Island. Maltzan devient membre de l'American Institute of Architects en 2007.
En 1995, Maltzan lance son propre cabinet, Michael Maltzan Architecture. Il a depuis reçu cinq prix Progressive Architecture, 31 citations de l'American Institute of Architects et le Rudy Bruner Award for Urban Excellence. Michael Maltzan a également reçu le prix de l'Académie américaine des arts et des lettres en architecture en 2012.

## Projets notables
En 2012, Michael Maltzan et la société d'ingénierie HNTB ont été sélectionnés dans le cadre d'un concours international pour concevoir le viaduc de la sixième rue à Los Angeles. La conception du pont est connue sous le nom de « ruban de lumière » et est le plus grand projet de pont de l'histoire de Los Angeles.
L'entreprise a aussi conçu un complexe d'appartements à usage mixte de 438 logements, « One Santa Fe », dans le quartier des arts de Los Angeles. Le bâtiment de 6 étages, ouvert en 2014, couvre 47 000 m2, sans compter le stationnement pour 800 véhicules. Les unités sont situées au-dessus d'un centre commercial de 80 000 pieds carrés (7 432 mètres carrés). Une rampe de stationnement en béton fait face à l'intersection de l'avenue Santa Fe et de la 3e rue avec une ouverture de 61 m au centre du projet. 

## Autre projets
- Centre d'art inuit, Musée des beaux arts de Winnipeg, Canada (2020).
- Viaduc de la sixième rue, Los Angeles, Californie (2019).
- Rice University Moody Center for the Arts, Houston, Texas (2016).
- Crest Apartments, Los Angeles, Californie (2016).
- One Santa Fe, Los Angeles, Californie (2015).
- Hammer Museum John V. Tunney Bridge, Los Angeles, Californie (2015).
- Plan directeur du Art Center College of Design, Pasadena, Californie (2015).
- Star Apartments, Los Angeles, Californie (2014).
- Playa Vista Park, Playa Vista, Californie (2010).
- Résidence Pittman Dowell, La Crescenta, Californie (2009).
- Nouveaux appartements Carver, Los Angeles, Californie (2009).
- Inner-City Arts, Los Angeles, Californie (1995, 2005, 2008).
- Rainbow Apartments, Los Angeles, Californie (2005).
- Billy Wilder Theatre, Los Angeles, Californie (2006).
- Résidence Hergott Shepard, Beverly Hills, Californie (1998).